# Burg Wildberg (Kirchschlag bei Linz)
Burg Wildberg, auch Schloss Wildberg, als Burg teilweise Ruine, liegt im Gebiet der Gemeinde Kirchschlag bei Linz im Mühlviertel in Oberösterreich. Wildberg ist die älteste Burganlage des Mühlviertels und seit dem Hochmittelalter im Besitz der Familie Starhemberg. Die Burg war im Juli 1394 vorübergehend Gefängnis für den böhmischen König Wenzel und ist Schauplatz von Dichtungen Adalbert Stifters.

## Lage
Die Höhenburg liegt auf einem Berggipfel westlich über dem Mühlviertler Haselgraben in 598 m ü. A. Seehöhe und gehört zur gleichnamigen nahe liegenden Ortschaft Wildberg im Gemeindegebiet von Kirchschlag, von dessen Ortsmitte aus die Luftlinienentfernung zur Burg in südöstliche Richtung ca. 1,8 km beträgt. Von Linz aus ist Burg Wildberg über die B126 zu erreichen (ca. 13 km). Eine Wanderung über Wanderweg 11 nach Wildberg von Kirchschlag aus dauert ca. 1,5 Stunden.

## Name
Wildberg ist ein gefügter Lagename, der den Burgstandort beschreibt. Der erste Namensteil leitet sich entweder von mhd. wilt bzw. wilde (=wild, wüst, ungezähmt) bzw. von mhd. wilde (=Wildnis) oder aber auch von mhd. wilt (=das Wild, wilde Tiere) ab. In Verbindung mit mhd. bërc (=Berg) meint der Burgname somit sinngemäß entweder einen wild-wüsten Berg oder einen Berg, auf dem viele Wildtiere zu finden waren.

## Geschichte
| Jahr                           | Urkundliche Bezeichnung |
| ------------------------------ | ----------------------- |
| 1145                           | de Wilperge             |
| 1198 (Fälschung aus 1254–1265) | Castrum Wiltperch       |
| 1212                           | Wiltperch, Wiltperc     |
| 1240                           | Wiltperch               |

Die erste urkundliche Nennung der Anlage stammt aus dem Jahr 1145. Besondere strategische und wirtschaftliche Bedeutung kam ihr aufgrund der Kontrolle über den Haselgraben zu, der als Teil des Linzer Steigs eine bedeutende Verkehrsstrecke zwischen Böhmen und dem oberösterreichischen Zentralraum darstellte.
Errichtet wurde die Burg durch das hochfreie Adelsgeschlecht der Haunsperger, in deren Besitz sich vormals auch Linz befand. Am 30. Juni 1198 ging das Wildberger Lehen an den Schwiegersohn von Gottschalk von Haunsperg-Wildberg, nämlich an Gundaker II. von Steyr, dem auf Burg Steinbach lebenden Sohn Gundakers I., welcher als Ahnherr des späteren Geschlechts der Starhemberger gilt. Wildberg ist der älteste Sitz, der sich bis heute noch im Besitz der Familie befindet.
Um die Mitte des 16. Jahrhunderts wurde zwischen dem Turm und der gotischen Burg ein Renaissancebau mit Arkadengang errichtet. 1654 wütete ein Brand in der Burg, dessen Schäden jedoch bald behoben wurden. Ab 1664/65 wurde auf dem Gelände der ehemaligen Vorburg das Schloss errichtet. Um 1750 gehörten zur Herrschaft Wildberg inklusive Auerberg und Lobenstein 703 Untertanen. Die Wildberger Linie der Starhemberger starb 1857 aus, die Burg fiel danach an den Schaunberg-Eferdinger Zweig der Familie. Zu Beginn der 1920er Jahre stürzte das Dach des alten Palas ein und besiegelte den weitgehenden Verfall des nördlichen Burgareals. 1965 wurde dieser Teil von der Starhembergischen Forst- und Güterdirektion an den Heimatverein Urfahr-Umgebung verpachtet, der sich seit den 1970er Jahren um die Sicherung bzw. Instandsetzung des Burgareals bemüht. Ab 1984 nutzte der Kulturverein Schloss Wildberg das Schloss für künstlerische Zwecke.

Burg Wildberg
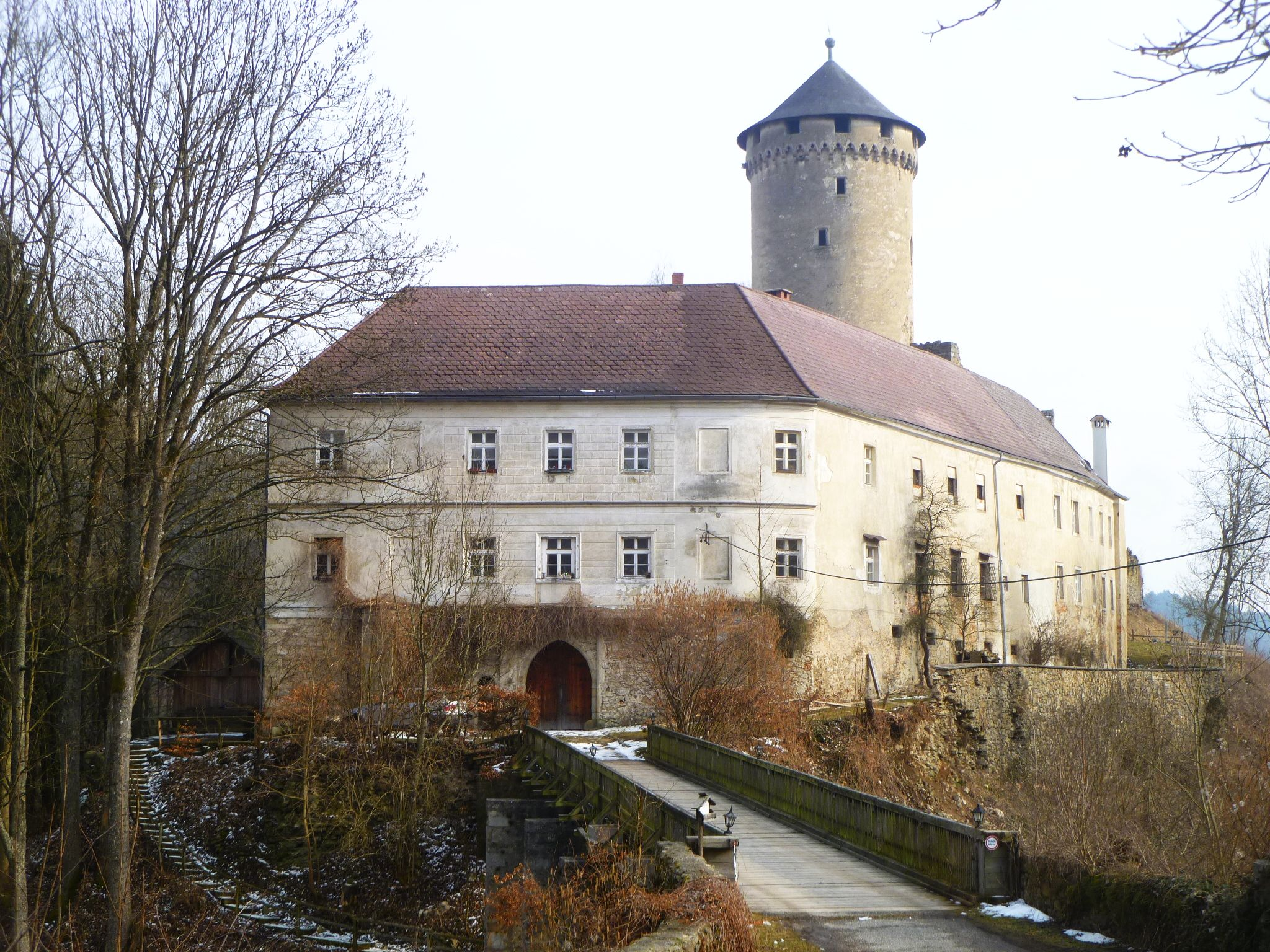
Schloss Wildberg mit Brücke
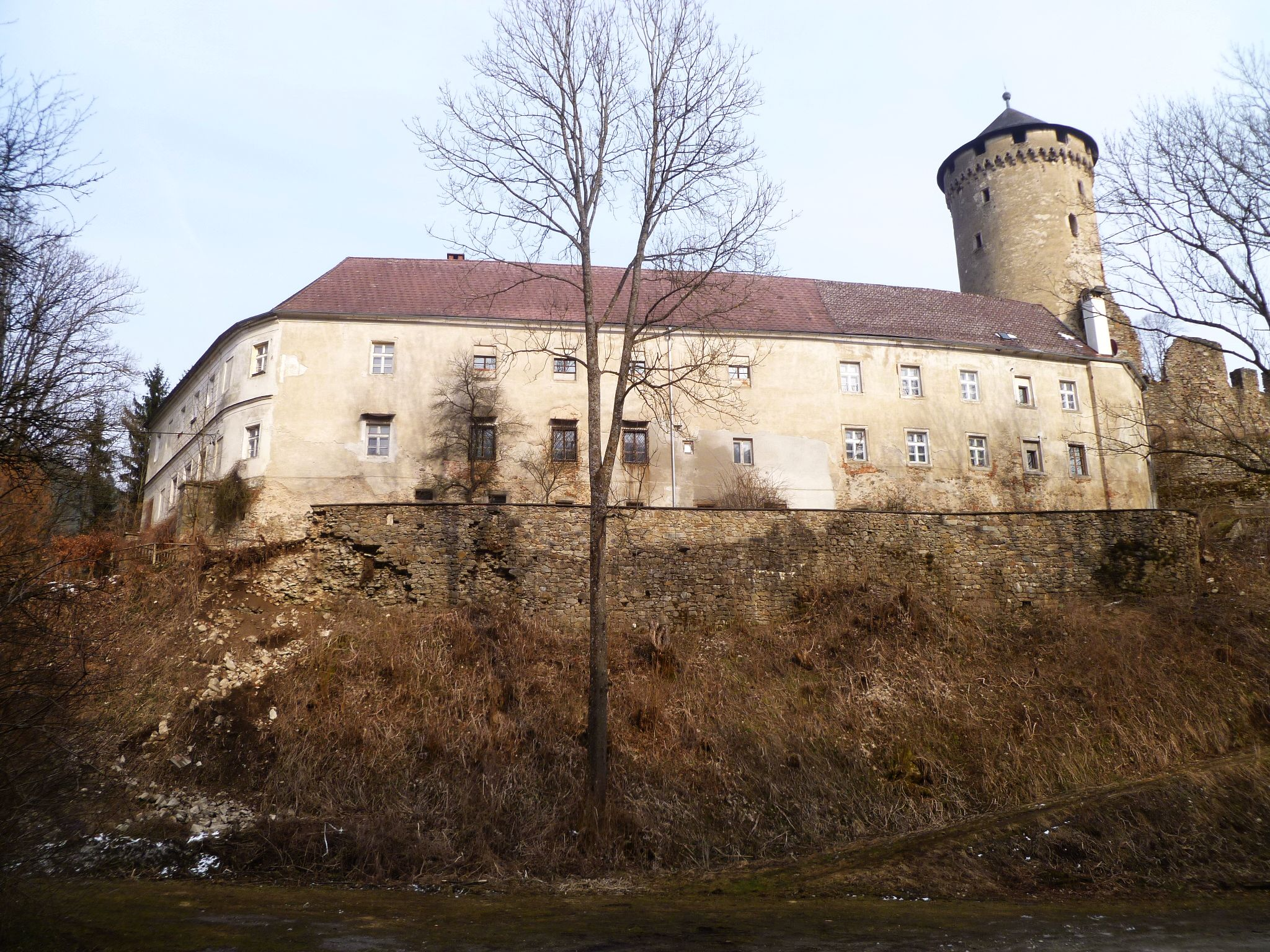
Schloss Wildberg vom unterhalb gelegenen Parkplatz aus gesehen
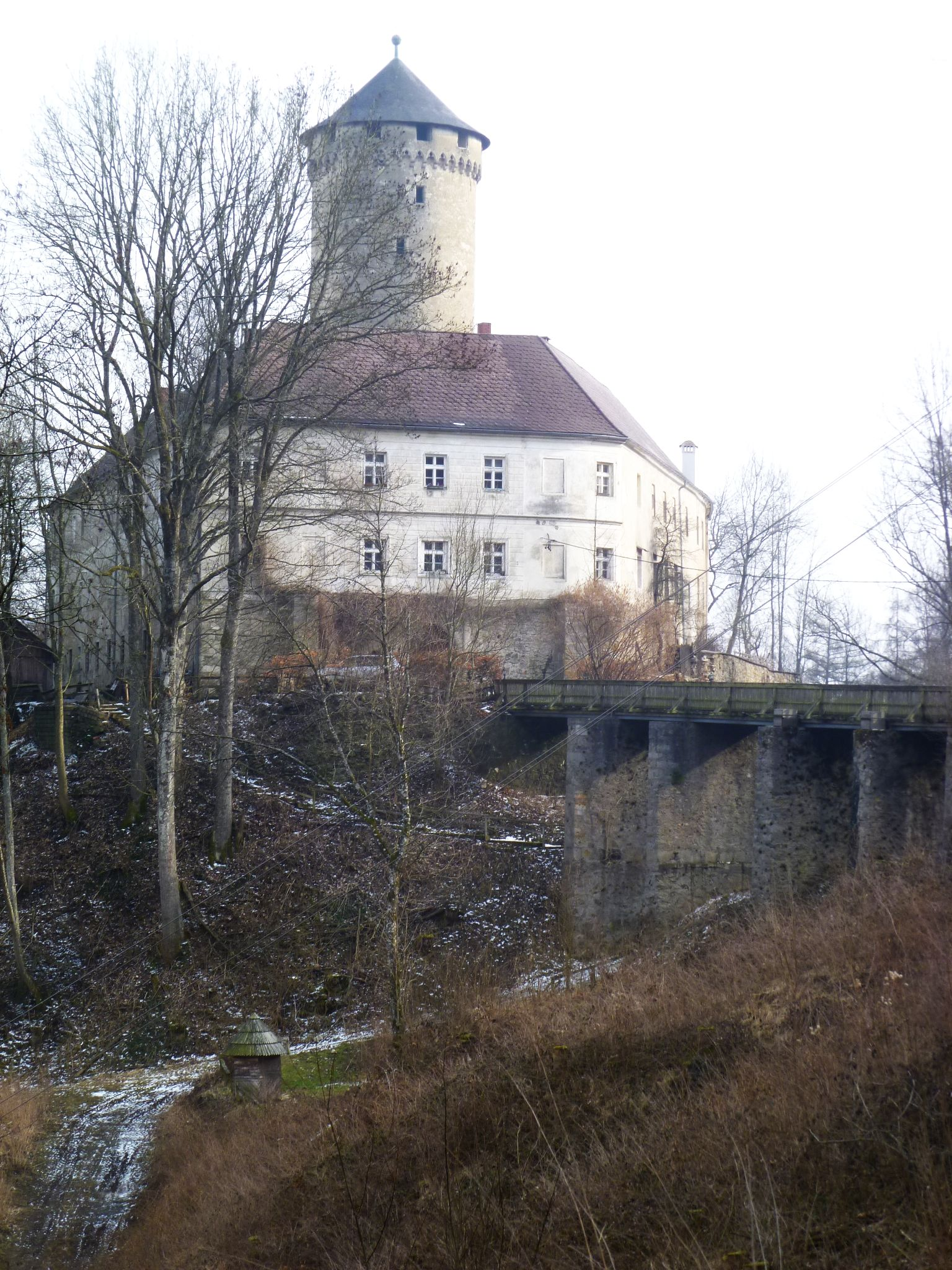
Schloss Wildberg mit Söller
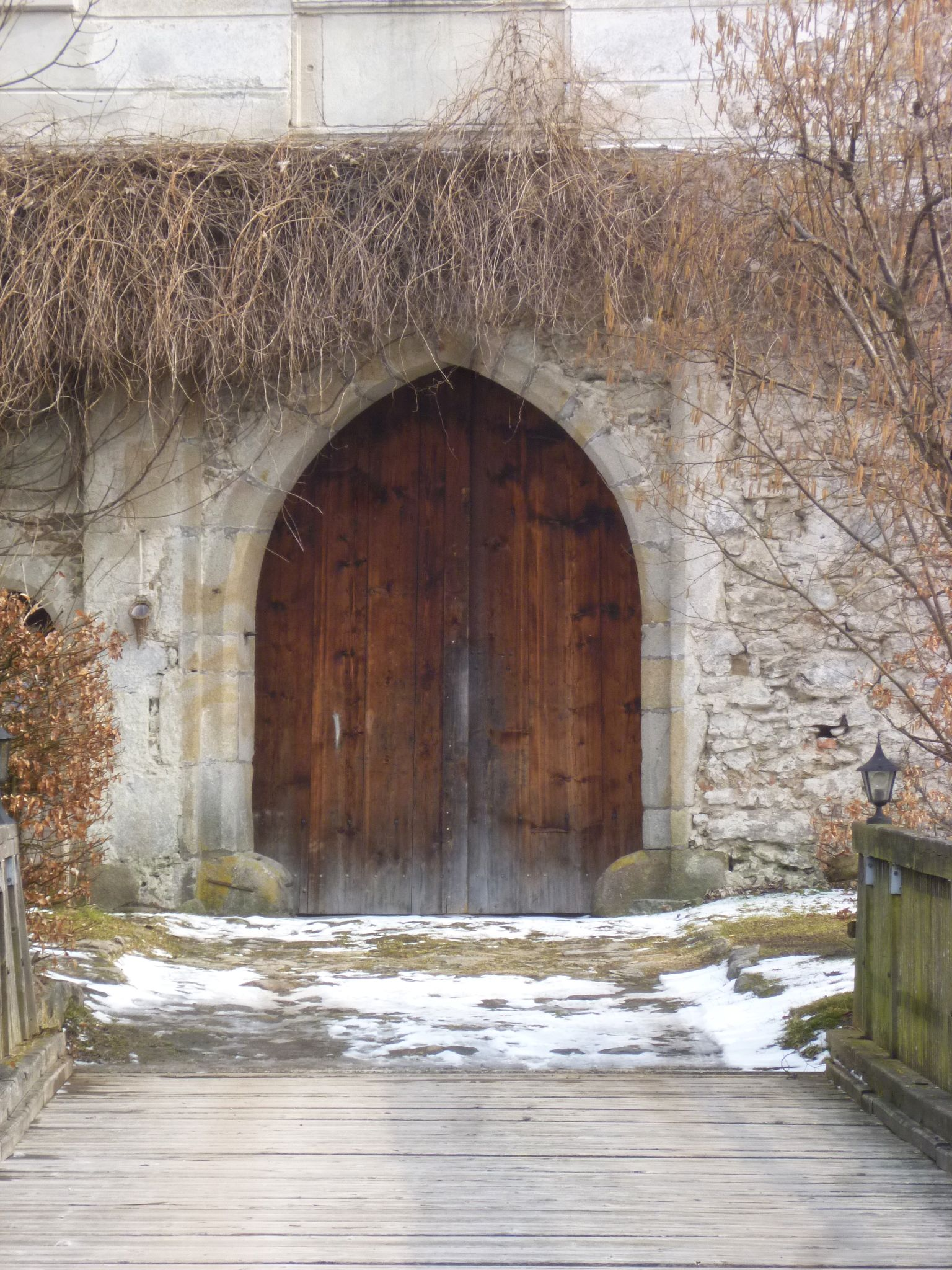
Eingangstor zu Schloss Wildberg

### Wildberg und König Wenzel
Im Jahr 1394 rückte Wildberg ins Blickfeld der überregionalen Politik, nachdem der böhmische König Wenzel, Sohn des verstorbenen Kaisers Karl IV., nach Zwistigkeiten innerhalb des Hauses Luxemburg von aufrührerischen Adeligen in Prag gefangen genommen wurde. Am 5. Juli 1394 wurde er an Kaspar und Gundaker von Starhemberg übergeben, die ihn in Wildberg in einem Turmzimmer gefangen hielten. Auf Drängen deutscher Fürsten wurde er jedoch bereits am 1. August 1394 wieder freigelassen. Wenzel wurde im Jahr 1400 als römisch-deutscher König abgesetzt, 1402 ein weiteres Mal in Oberösterreich auf der Burg Schaunberg inhaftiert und verstarb 1419 auf der Wenzelsburg.

### Wildberg und Adalbert Stifter
Adalbert Stifter machte Schloss Wildberg zum Schauplatz seiner Fragment gebliebenen 1830 entstandenen Erzählung Julius. Er erwähnt die Burg auch in der Erzählung Der Waldgänger: „… sie kamen an jenem Schlosse vorüber, das aus dem edelsteinfunkenden Laubdache mit seinen alten Mauern und dem finsteren runden Turme in die Tiefe hernieder schaut, und wo einst jener böhmische König Wenzelaus gefangen war …“

## Beschreibung

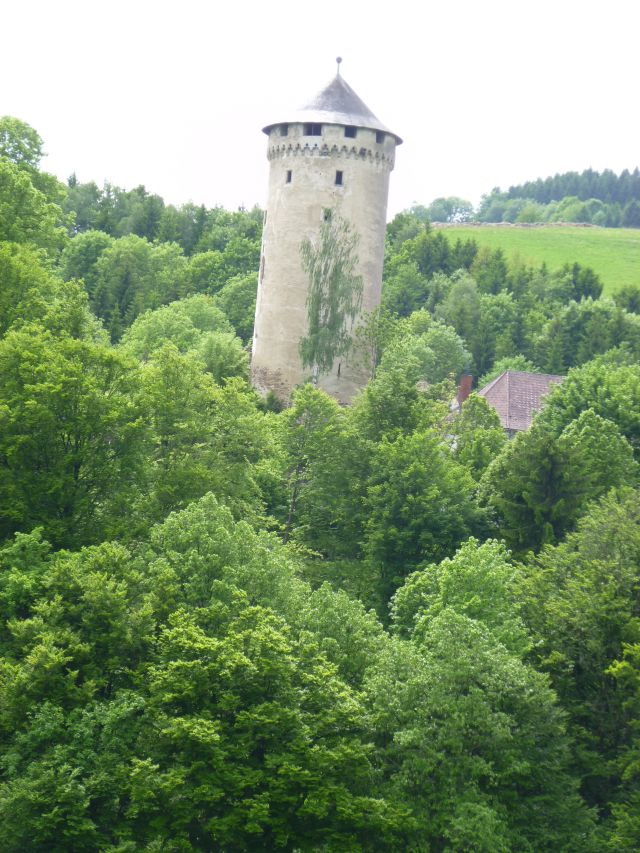
Turm der Ruine Wildberg vom Haselgraben aus

Die heutige Burg-Schloss-Anlage ist ein von Süden nach Norden gestreckter Gebäudekomplex auf einer Rückfallkuppe des Westabhangs zum Haselgraben. Die umbaute Gesamtfläche beträgt 4430 Quadratmeter, die Hauptburg nimmt 2180 Quadratmeter ein. Im südlichen höher gelegenen Teil der Anlage auf der Bergspitze befindet sich die mittelalterliche Hochburg, die heute in Teilen Ruine ist. Vom einstigen Palas sind in Teilen noch die Außenmauern, von der ehemaligen Ringmauer noch Mauerreste erhalten. Gut erhalten ist der mächtige Bergfried aus dem 14. Jahrhundert, ein für Besucher zugänglicher Rundturm mit Kegeldach und Zinnen. Seine Höhe beträgt 27 m, die Mauerstärke an der Basis 3,45 m.
Die bewohnte, tiefer liegende Schlossanlage im Norden ist ein dreiflügeliger Komplex aus dem 15. Jahrhundert, in den Teile der mittelalterlichen Bausubstanz integriert wurden. Die Gebäudeflügel umschließen in einem Trapez einen Innenhof, der im Norden von einem großen gotischen Tor abgeschlossen wird, von wo aus eine Brücke über den tiefen Halsgraben aus dem Schloss hinausführt.
Die historisch bedeutsame Anlage befindet sich baulich in einem bedauernswerten Zustand und bedarf dringend einer umfassenden Renovierung.

## Nutzung
Schloss Wildberg ist ganzjährig bewohnt.
1983 übertrug der damalige Eigentümer Heinrich Rüdiger Starhemberg das desolate Schlossgebäude im Fruchtgenuss an den von ORF-Moderator Helmut Heinz Ecker („Die Stimme Oberösterreichs“ † 2005) gegründeten „Kulturverein Schloss Wildberg“.
Umfassende Renovierungs- und Erhaltungsarbeiten machten das Schloss als Veranstaltungsort nutzbar. Bis ins Jahr 2018 betrieben dieser gemeinnützige Kulturverein vorerst im Fruchtgenuss, hernach der Verein Sonare als Pächter das Schloss Wildberg. Es wurden qualitätsvolle hochkarätige Kulturveranstaltungen, Ausstellungen, Lesungen, Konzerte sowie Opern und Schauspiel geboten. Gäste und Künstler auf Wildberg waren u. a. die Schauspielerin und Musikerin Erika Pluhar, Schauspieler und Intendant Karl M. Sibelius, der Kabarettist und Autor Werner Schneyder, Regisseur Kurt Ockermüller und der Vizerektor der Bruckneruniversität Thomas Kerbl sowie viele Gäste der OÖ-Kulturszene und des Landestheaters Linz.
Seit Juli 2019 sind die Veranstaltungsräumlichkeiten der Schlossanlage durch die Gerhard Koller (Ersatzgemeinderat in Kirchschlag) & Andrea Wiesinger GesbR privatwirtschaftlich gepachtet und werden als allgemein zugänglich Veranstaltungsfläche betrieben. In diesem Rahmen werden auch wieder kulturelle Veranstaltungen angeboten.

## Schlosswanderung

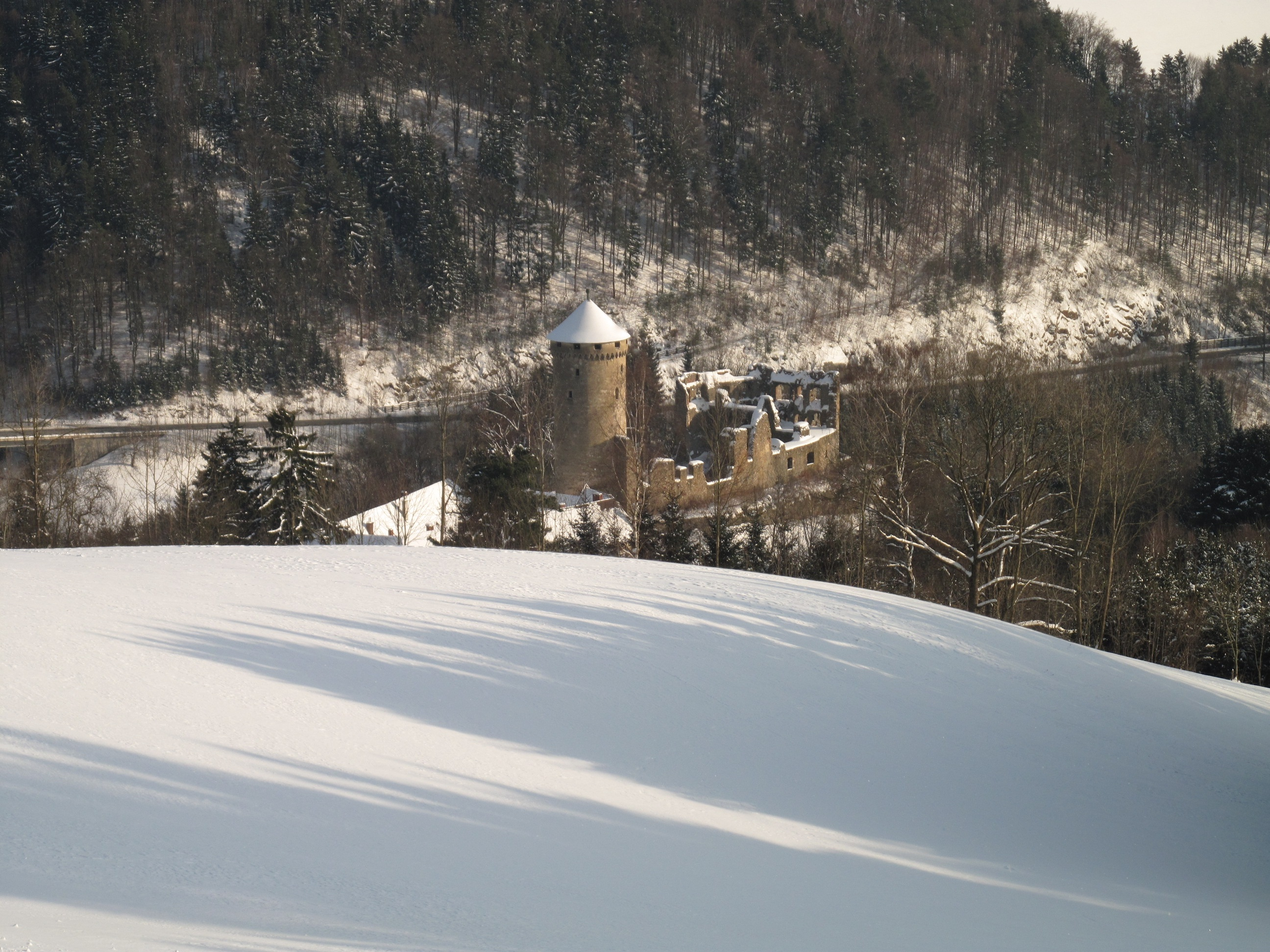
Burg Wildberg im Winter

Burg Wildberg liegt auf der Route des Adalbert-Stifter-Wanderweges. Dieser Rundwanderweg (5 km) führt vom Ortsplatz in Kirchschlag über einen weit gestreckten Hang bergabwärts in den Haselgraben bis zum Schloss. Von der Burg aus bieten sich weite Ausblicke auf die Hügellandschaft des Mühlviertels, auf Linz und die Donau bis Wallsee und in das Alpenvorland. Bei gutem Wetter kann auch die Gebirgskette der Alpen vom Ötscher bis zum Traunstein betrachtet werden. Von Burg Wildberg aus führt der Weg über die Rudolfsquelle steil ansteigend bis zum Badhaus und zurück nach Kirchschlag.
Burg und Schloss Wildberg befinden sich in Privatbesitz der Familie Starhemberg. Die Veranstaltungsflächen sind an die Gerhard Koller & Andrea Wiesinger GesbR verpachtet. Besichtigungen sind auf Anfrage oder im Rahmen öffentlicher Veranstaltungen möglich.